# Yōko Mizuki
Yoko Mizuki (水木 洋子 Mizuki Yōko?, n. 25 august 1910, Kyōbashi⁠(d), Tōkyō, Japonia – d. 8 aprilie 2003, Ichikawa, Japonia) a fost o scenaristă japoneză.
Născută la Tokyo, ea a absolvit ulterior cursurile școlii Bunka Gakuin și a început să scrie scenarii pentru a-și susține familia, după moartea tatălui ei. Mizuki a scris scenarii bazate pe o perspectivă feminină, a fost activă în epoca de aur a cinematografiei japoneze din anii 1950 și este cunoscută pentru colaborarea cu regizorii Tadashi Imai și Mikio Naruse. Creațiile ei au câștigat mai multe premii ale revistei Kinema Junpō pentru cel mai bun scenariu, iar Mizuki a fost descrisă în cartea Women Screenwriters: An International Guide drept „una dintre cele mai importante și mai pricepute scenariste japoneze din toate timpurile”.

## Biografie
Yoko Mizuki s-a născut sub numele de Tomiko Takagi la 26 august 1910 în Tokyo. Ea a absolvit mai târziu cursurile Școlii de Artă Bunka Gakuin și a început să joace la Teatrul de Stânga din Tokyo (Tokyo Sayoku Gekijo). După moartea tatălui ei, când ea avea vârsta de 23 de ani, a început să scrie piese de teatru pentru a-și sprijine familia scriind piese de teatru. În timpul celui de-al Doilea Război Mondial, Mizuki a scris piese de teatru radiofonic.
Inspirată de fostul ei profesor de limba rusă Toshio Yasumi, a început să scrie scenarii de filme. Ei au scris împreună scenariul filmului La Vie d'une femme (Onna no isshō, 1949), regizat de Fumio Kamei. Filmul urmărește viața unei femei însărcinate care lucrează la o tipografie în condiții precare. Cel de-al doilea scenariu, scris pentru filmul Jusqu'à notre prochaine rencontre (Mata au hi made, 1950), i-a adus aprecieri și Mizuki a început o colaborare cu regizorul Tadashi Imai. În ciuda elogiilor aduse filmului de criticii revistei Kinema Junpō, Mizuki a declarat că nu lucra deloc cu ușurință și încă se chinuia să scrie scenarii, fiind nevoită rescrie rescrie o mare parte a scenariului filmului Jusqu'à notre prochaine rencontre în timpul filmărilor.
Mizuki a scris apoi scenariul filmului Histoire d'un amour pur (Jun'ai monogatari, 1957), care a câștigat Ursul de Argint la Festivalul Internațional de Film de la Berlin. Ea a imaginat, de asemenea, subiecte neconvenționale pentru scenariile unor filme precum Kiku to Isamu (1959), o poveste despre doi copii de rasă mixtă din Okinawa. Ulterior a fost distinsă cu premiile Kinema Junpō pentru cel mai bun scenariu pentru contribuția sa la filmele Les Lumières du port (1961), L'Âge du mariage (1961), Sueur douce (1964) și Kwaïdan.
La sfârșitul carierei sale, Mizuki a lucrat intens pentru televiziune, scriind scenariul serialului Ryoma Forever (1968) pentru postul național de televiziune Nippon Hōsō Kyōkai (NHK). Mizuki a murit la 8 aprilie 2003 în Ichikawa, Chiba. Casa în care a locuit a fost transformată în Muzeul Memorial Mizuki.

## Viața personală
Înaintea celui de-al Doilea Război Mondial, Mizuki a fost căsătorită pentru scurt timp cu regizorul și scenaristul Senkichi Taniguchi, care a colaborat adesea cu Akira Kurosawa.
Dintre cele 34 de scenarii pe care le-a scris pentru marele ecran în perioada 1949-1976, filmele favorite ale lui Mizuki au fost Jusqu'à notre prochaine rencontre, Histoire d'un amour pur, Kiku to Isamu și L'Âge du mariage.

## Filmografie
- 1949: La Vie d'une femme (女の一生 Onna no isshō?), regizat de Fumio Kamei
- 1950: Jusqu'à notre prochaine rencontre (また逢ふ日まで Mata au hi made?), regizat de Tadashi Imai
- 1951: Le Chant de la bergeronnette (せきれいの曲 Sekirei no kyoku?), regizat de Shirō Toyoda
- 1952: Atakake no hitobito (安宅家の人々?), regizat de Seiji Hisamatsu
- 1952: La Mère (おかあさん Okaasan?), regizat de Mikio Naruse
- 1952: Oka wa hanazakari (丘は花ざかり?), regizat de Yasuki Chiba
- 1953: La Tour des lys (ひめゆりの塔 Himeyuri no tō?), regizat de Tadashi Imai
- 1953: Un couple (夫婦 Fûfu?), regizat de Mikio Naruse
- 1953: Aijō ni tsuite (愛情について?), regizat de Yasuki Chiba
- 1953: Frère aîné, sœur cadette (あにいもうと Ani imōto?), regizat de Mikio Naruse
- 1953: Eaux troubles (にごりえ Nigorie?), regizat de Tadashi Imai
- 1954: Sunetul muntelui (山の音 Yama no oto?), regizat de Mikio Naruse
- 1955: Nuages flottants (浮雲 Ukigumo?), regizat de Mikio Naruse
- 1955: La Vie d'une femme (女の一生 Onna no issho?), regizat de Noboru Nakamura (remake)
- 1955: Voici une fontaine (ここに泉あり Koko ni izumi ari?), regizat de Tadashi Imai
- 1956: Pluie soudaine (驟雨 Shūu?), regizat de Mikio Naruse
- 1956: Yakan chugaku (夜間中学?), regizat de Ishirō Honda
- 1957: Une femme indomptable (あらくれ Arakure?), regizat de Mikio Naruse
- 1957: Histoire d'un amour pur (純愛物語 Jun'ai monogatari?), regizat de Tadashi Imai
- 1958: Ikari no kotō (怒りの孤島?), regizat de Seiji Hisamatsu
- 1958: Hadaka no taishō (裸の大将?), regizat de Hiromichi Horikawa
- 1959: Kiku et Isamu (キクとイサム Kiku to Isamu?), regizat de Tadashi Imai
- 1960: Tendre et folle adolescence (おとうと Otōto?), regizat de Kon Ichikawa
- 1961: L'Âge du mariage (婚期 Konki?), regizat de Kōzaburō Yoshimura
- 1961: Les Lumières du port (あれが港の灯だ Arega minato no hi da?), regizat de Tadashi Imai
- 1961: Les Grincheuses (もず Mozu?), regizat de Minoru Shibuya
- 1962: Les Vieilles Dames du Japon (喜劇 にっぽんのお婆あちゃん Kigeki: Nippon no oba-chan?), regizat de Tadashi Imai
- 1962: Je n'oublie pas cette nuit (その夜は忘れない Sono yo wa wasurenai?), regizat de Kōzaburō Yoshimura
- 1964: Sueur douce (甘い汗 Amai ase?), regizat de Shirō Toyoda
- 1964: Kwaïdan (怪談 Kaidan?), regizat de Masaki Kobayashi
- 1966: Point de congélation (氷点 Hyōten?), regizat de Satsuo Yamamoto
- 1976: La Sorcière (妖婆 Yoba?), regizat de Tadashi Imai
- 1976: Frère aîné, sœur cadette (あにいもうと Ani imōto?), regizat de Tadashi Imai (remake)
- 1976: Otōto (おとうと?), regizat de Shigeyuki Yamane (remake)
- 1982: La Tour des lys (ひめゆりの塔 Himeyuri no tō?), regizat de Tadashi Imai (remake)

## Premii și distincții
- 1953: Premiul Kan-Kikuchi
- 1960: Premiul Panglica Albastră pentru cel mai bun scenariu pentru contribuția sa la filmul Kiku et Isamu[9]
- 1960: Premiul Mainichi pentru cel mai bun scenariu pentru contribuția sa la filmul Kiku et Isamu[10]
- 1962: Premiul Kinema Junpō pentru cel mai bun scenariu pentru contribuția sa la filmele Les Grincheuses, L'Âge du mariage și Les Lumières du port[11][12]
- 1965: Premiul Kinema Junpō pentru cel mai bun scenariu pentru contribuția sa la filmele Kwaïdan și Sueur douce[12][13]
- 1981: Medalia de Onoare cu panglică purpurie

## Legături externe
- Yōko Mizuki la Internet Movie Database